# Фаусто Десалу
Есеоса "Фаусто" Десалу (19 лютого 1994 , Казальмаджоре, Ломбардія ) — італійський легкоатлет, що спеціалізується на спринті, олімпійський чемпіон 2020 року.

## Кар'єра
| Рік                | Змагання                           | Місце проведення          | Місце              | Дисципліна            | Результат          | Примітки           |
| Представник Італія | Представник Італія                 | Представник Італія        | Представник Італія | Представник Італія    | Представник Італія | Представник Італія |
| ------------------ | ---------------------------------- | ------------------------- | ------------------ | --------------------- | ------------------ | ------------------ |
| 2012               | Чемпіонат світу серед юніорів      | Барселона, Іспанія        | —                  | біг на 200 метрів     | DSQ                |                    |
| 2012               | Чемпіонат світу серед юніорів      | Барселона, Іспанія        | 14                 | естафета 4×100 метрів | 40.41              |                    |
| 2013               | Чемпіонат Європи серед юніорів     | Рієті, Італія             | 5                  | біг на 200 метрів     | 21.16              |                    |
| 2013               | Чемпіонат Європи серед юніорів     | Рієті, Італія             | 3                  | естафета 4×100 метрів | 40.00              |                    |
| 2014               | Командний чемпіонат Європи         | Брауншвейг                | 3                  | естафета 4×100 метрів | 39.06              |                    |
| 2014               | Чемпіонат Європи                   | Цюрих, Швейцарія          | 12                 | біг на 200 метрів     | 20.73              |                    |
| 2014               | Чемпіонат Європи                   | Цюрих, Швейцарія          | —                  | естафета 4×100 метрів | DNF                |                    |
| 2015               | Світові легкоатлетичні естафети    | Нассау, Багамські Острови | 13                 | естафета 4×100 метрів | 39.23              |                    |
| 2015               | Всесвітні ігри військовослужбовців | Менгьон, Південна Корея   | 1                  | біг на 200 метрів     | 20.64              |                    |
| 2015               | Всесвітні ігри військовослужбовців | Менгьон, Південна Корея   | 4                  | естафета 4×100 метрів | 39.64              |                    |
| 2016               | Олімпійські ігри                   | Ріо-де-Жанейро, Бразилія  | 49                 | біг на 200 метрів     | 20.65              |                    |
| 2017               | Світові легкоатлетичні естафети    | Нассау, Багамські Острови | —                  | естафета 4×100 метрів | DSQ                |                    |
| 2018               | Середземноморські ігри             | Таррагона, Іспанія        | 2                  | біг на 200 метрів     | 20.77              |                    |
| 2018               | Середземноморські ігри             | Таррагона, Іспанія        | 1                  | естафета 4×100 метрів | 38.49              |                    |
| 2018               | Чемпіонат Європи                   | Берлін, Німеччина         | 6                  | біг на 200 метрів     | 20.13              |                    |
| 2018               | Чемпіонат Європи                   | Берлін, Німеччина         | —                  | естафета 4×100 метрів | DSQ                |                    |
| 2019               | Світові легкоатлетичні естафети    | Йокогама, Японія          | 3                  | естафета 4×100 метрів | 38.29              |                    |
| 2019               | Чемпіонат світу                    | Доха, Катар               | 21                 | біг на 200 метрів     | 20.73              |                    |
| 2021               | Світові легкоатлетичні естафети    | Хожув, Польща             | 1                  | естафета 4×400 метрів | 39.21              |                    |
| 2021               | Олімпійські ігри                   | Токіо, Японія             | 16                 | біг на 200 метрів     | 20.43              |                    |
| 2021               | Олімпійські ігри                   | Токіо, Японія             | 1                  | естафета 4×100 метрів | 37.50              | NR                 |